# 아시카가 요시카즈

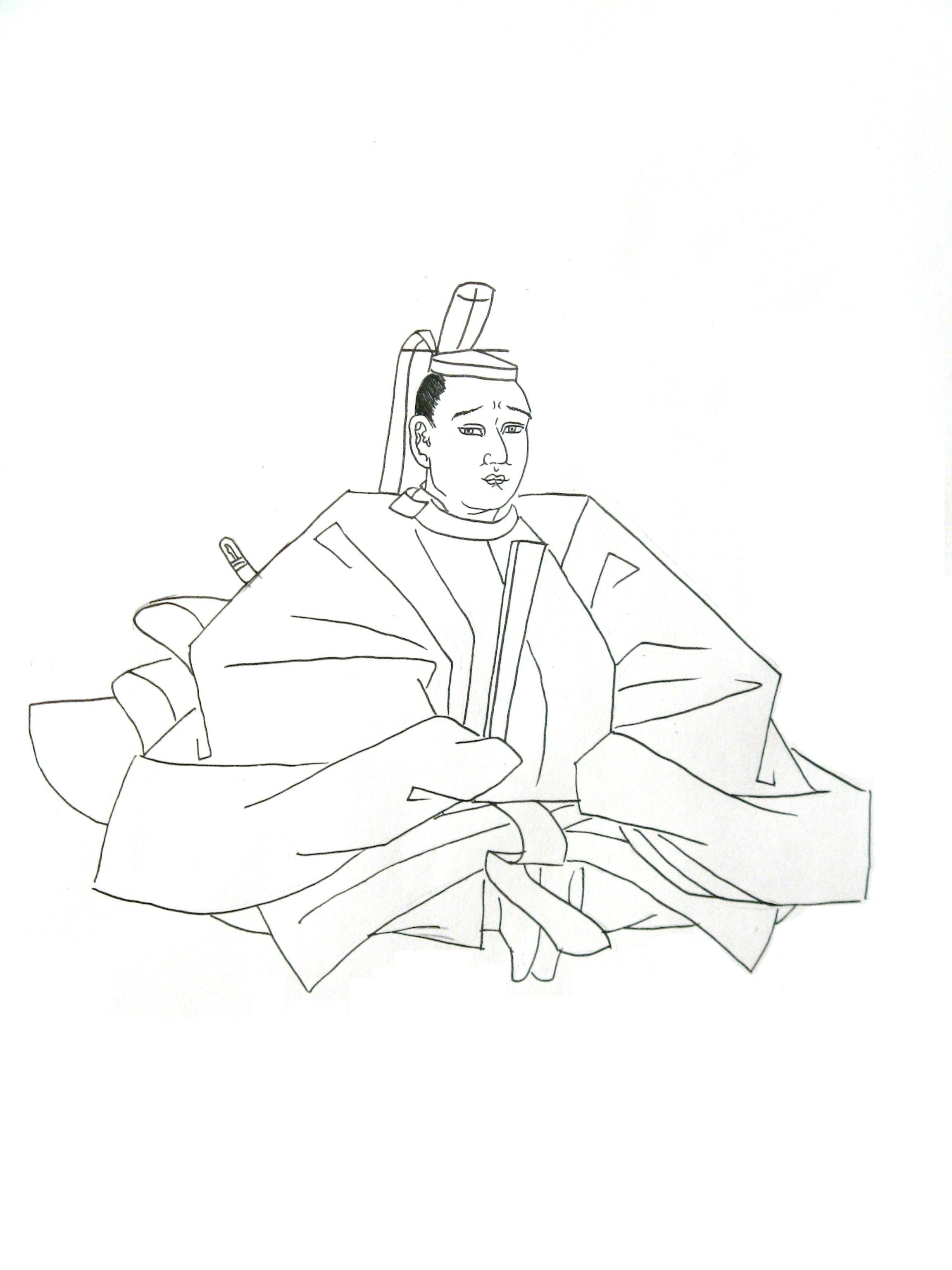

아시카가 요시카즈(일본어: 足利義量, 1407년~1425년)는 일본 무로마치 막부의 5대 쇼군이다. 재위 1423년~1425년. 부친은 4대 쇼군 아시카가 요시모치(足利義持). 모친은 히노 스케야스의 딸로 요시모치의 정실인 히노 에이시(日野栄子).
오에이 30년(1423년) 3월 18일, 16세의 나이로 부친 요시모치에게 쇼군직을 물려받아 제 5대 쇼군에 취임한다. 그러나 포창을 앓는 등 선천적으로 병약했던 데다가, 음주를 즐겨 더욱 건강이 나빴던 것으로 여겨진다. 15세 때 부친 요시모치에게 과음하는 버릇을 책망받고, 근신들은 요시카즈에게 술을 권하지 않겠다는 서약문을 제출했다는 이야기 등이 전해진다.
또한, 정치에 있어서도 은거한 요시모치와 유력 간레이 등의 존재로 실권은 없는 것이나 다름없었다. 《간몬일기(看聞日記)》에 따르면 죽기 3년 전부터 병을 얻어(과음이 원인이었는지는 불명), 결국 오에이 32년(1425년) 부친보다 먼저 세상을 떠났다. 향년 19세.
요시카즈는 자식을 남기지 못했기 때문에, 요시모치가 쇼군 대행으로서 쇼초 원년(1428년)에 사망할 때까지 정무를 보았다.

## 같이 보기
- 세는나이